# Žbince
Žbince (Hongaars: Nagycseb) is een Slowaakse gemeente in de regio Košice, en maakt deel uit van het district Michalovce.
Žbince telt 969 inwoners.